# François Bernard
François Bernard (Gent, 1914 - 2003) was een Vlaams hoorspelacteur en acteur.
Hij was onder andere te horen in De vertraagde film (Herman Teirlinck - Frans Roggen, 1967), Een bruiloftsdag  (Paolo Levi - Herman Niels, 1970), Kaïn die van nergens kwam (Charles Pascarel - Jos Joos, 1970), God Pomerantz (Ephraim Kishon - Jos Joos, 1973), Sleutelscène (Peter Hemmer - Frans Roggen, 1974), Verloop van een ziekte (Klas Ewert Everwyn - Herman Niels, 1978) en Gedachten aan moord (Paul Barz - Jos Joos, 1979).
Hij vertolkte rollen in de Vlaamse jeugdseries op de televisie, nl. Kapitein Zeppos en Axel Nort. Hij vertolkte telkens een rol van een slechterik met stijl. Hij speelde eveneens de rol van mijnheer Flour in de reeks "Slisse & Cesar" en van directeur-generaal in de eerste reeks van "De Collega's". In Nederland was hij te zien in de aflevering Alles draait om geld uit de serie Swiebertje.